# Agía Pelagía
Agía Pelagía, en grec moderne : Αγία Πελαγία, est un village du dème de Malevízi, de l'ancienne municipalité de Gázi, dans le district régional d'Héraklion en Crète, en Grèce. Selon le recensement de 2011, la population d'Agía Pelagía compte 480 habitants. 
Près du village se trouvent les plages de Lygariá, Psaromoúra, Mononáftis, Kládisos et Madé.
La localité moderne abrite les vestiges de la cité antique d'Apellonia (en).